# Петренково (Луганская область)
Петренково (укр. Петренкове) — село, относится к Новоайдарскому району Луганской области Украины.
У села протекает река Айдар.
Население по переписи 2001 года составляло 108 человек. Почтовый индекс — 93510. Телефонный код — 6445. Занимает площадь 0,975 км². Код КОАТУУ — 4423188505.

## Местный совет
93510, Луганська обл., Новоайдарський р-н, с. Штормове, вул. Совєтська, 1  (укр.)